# Øster Kejlstrup
 Øster Kejlstrup  var en herregård lidt nord for Silkeborg, i Gødvad Sogn, Gjern Herred, i det der nu er byens industrikvarter. Dens historie går tilbage til 1400-tallet hvor den fra privat eje blev overdraget til biskop Bo Mogensen i Århus. I 1485 er det nævnt at den i 40 år har hørt under Ring Kloster; I det 16. og 17. århundrede var den krongods, og hørte den under Silkeborg Slot. I 1661 blev den sammen med den nærliggende Vester Kejlstrup, overdraget til vinskænk Christian Fischer, og var derefter i privat eje til Silkeborg Kommune overtog den i 1961. Bygningerne blev efterhånden revet ned i løbet af 1970'erne, og den eneste tilbageværende er en kartoffelkælder der nu er en del Søhøjlandets Landbrugsmuseum der hører under Søhøjlandets Landboforening.